# Vyšné Furkotské pleso
Vyšné Furkotské pleso (alternativ auch Horné Furkotské pleso genannt; deutsch Oberer Furkota-See, ungarisch Felső-Furkota-tó, polnisch Mały Stawek Furkotny Wyżni) ist ein kleiner Gebirgssee (genauer ein Karsee) auf der slowakischen Seite der Hohen Tatra.
Er befindet sich im Tal Furkotská dolina (deutsch Furkotatal) und seine Höhe beträgt 1698 m n.m. Seine Fläche liegt bei 4080 m², er misst 85 × 62 m und ist bis zu 2,4 m tief. Der See liegt inmitten der Krummholzstufe und hat keinen oberirdischen Zu- oder Abfluss, liegt aber im Einzugsgebiet des Bachs Furkotský potok, der über den Quellfluss Biely Váh zum Einzugsgebiet des längsten slowakischen Flusses Waag gehört.
Der See übernahm den Talnamen, dessen Etymologie nicht eindeutig geklärt ist (für Details siehe den Artikel Furkotská dolina). Das Adjektiv vyšné (Ober-, slow. n.) dient zur Unterscheidung vom tieferen See Nižné Furkotské pleso, der weiter südlich liegt.
Zum See führt kein touristischer Wanderweg, er ist jedoch vom touristisch erschlossenen Berg Predné Solisko im Nordosten und vom nicht zugänglichen Berg Sedielková kopa im Nordwesten gut zu sehen. Eine Besonderheit ist das Vorkommen des Glazialrelikts Branchinecta paludosa, einer Art der Kiemenfußkrebse, die ansonsten vor allem in arktischen Gebieten nördlich des 60. Breitengrades lebt.